# Si Paris était en Provence
Singles de Mireille Mathieu
Mon impossible amour
(1969) Pardonne-moi ce caprice d'enfant
(1970)
Si Paris était en Provence est une chanson de 1970 interprétée par la chanteuse française Mireille Mathieu. Le titre se trouve sur le 16e 45 tours français de l'artiste.